# Gallon (Einheit)
Der Gallon war ein Volumenmaß und besonders als Getreidemaß in der indischen Stadt Pondichery in Anwendung.
- 1 Gallon = 12 Marcals = 24 Pacca = 48 Mesures = 35,895 Liter
- 125 Gallons = 1 Garce (= 4916 Liter[1]) = 1500 Marcals = 3000 Pakka[2] = 44,869 Hektoliter[3]